# HK Szachcior Soligorsk
HK Szachcior Soligorsk (biał. Хакейны клуб Шахцёр Салігорск – Chakiejny Klub Szachcior Salihorsk, ros. Хоккейный Клуб Шахтёр Солигорск – Chokkiejnyj Klub Szachtior Soligorsk) – białoruski klub hokeja na lodzie z siedzibą w Soligorsku.
Szachcior Soligorsk został stworzony jako drużyna farmerska klubu Dynama Mińsk, występującego w rozgrywkach KHL.

## Sukcesy
- Srebrny medal mistrzostw Białorusi: 2010, 2016, 2020
- Brązowy medal mistrzostw Białorusi: 2013, 2018, 2019, 2021, 2022
- Pierwsze miejsce w sezonie zasadniczym mistrzostw Białorusi: 2015
- Złoty medal mistrzostw Białorusi: 2015

## Działacze i trenerzy
Do 2013 prezesem klubu był Leonid Fatikow. Trenerem w 2009 został Andrej Husau, asystentem od 2009 Andrej Kudzin, a od 2014 Uładzimir Swita. W 2015 asystentami Husaua zostali Siarhiej Szapiaciuk i Pawieł Pierapiechin. Po odejściu tego ostatniego asystentami ponownie zostali Kudzin i Swita. Na początku grudnia 2016 z funkcji trenera odszedł Husau, a jego miejsce zajęli wówczas Uładzimir Cypłakou (I trener) i Aleh Antonienka (asystent). W lipcu 2017 do sztabu trenerskiego dołączyli Leonid Fatikow (szkoleniowiec bramkarzy), Andrej Michalou i Pawieł Mikulczyk. W kwietniu 2018 Cypłakoua zastąpił Dzmitryj Szulha. W jego miejsce w maju 2019 nowym głównym trenerem Szachciora został ogłoszony Juryj Fajkou. Do ogłoszonego w tym czasie nowego sztabu trenerskiego wszedł Jarasłau Czuprys, a pozostali w nim nadal Leonid Fatikow i Andrej Michalou.